# لويس فالكون
لويس فالكون (بالإسبانية: Luis Falcón)‏ هو طبيب ومهندس وعالم حاسوب إسباني، ولد في 3 سبتمبر 1970 في لاس بالماس دي غران كناريا في إسبانيا.